# Szent Ilona-szigeti búbos banka
A Szent Ilona-szigeti búbosbanka (Upupa antaios) a madarak osztályán belül a szarvascsőrűmadár-alakúak (Bucerotiformes) rendjében a bankafélék (Upupidae) családjába tartozó Upupa nem egyik, mára kihalt faja.

## Megjelenése
Ez a nagytestű, feltehetően röpképtelen faj Szent Ilona szigetén élt. Csak csontmaradványaiból ismeretes. Az első adatokat a fajról Ph. Ashmole angol zoológus szolgáltatta 1963-ban, egy lábszárcsont alapján, melyet a sziget keleti felén talált. Ez a csont jelentősen különbözött a közelrokon búbos banka csontjaitól. 
1975-ben a szigeten S. L. Olson talált egy hiányos madárcsontváz-maradványt, mely egy töredékes koponyából, bal felkarcsontból, medencecsontból és bal combcsontból állt. Ezek alapján írta le a fajt.

## Életmódja
Életmódjára csak következtetni lehet a közelrokon fajok életmódja alapján. Valószínűleg rovarevő volt; fő zsákmánya a mára minden bizonnyal szintén kipusztult Szent Ilona-szigeti fülbemászó (Labidura herculeana) lehetett.

## Kipusztulása
A faj vesztét a vadászat és a szigetre behurcolt ragadozó emlősök (főleg macskák) okozták, nem sokkal a sziget felfedezése (1502) után.

## Fordítás
- Ez a szócikk részben vagy egészben  a   St.-Helena-Wiedehopf című német Wikipédia-szócikk fordításán alapul.  Az eredeti cikk szerkesztőit annak laptörténete sorolja fel. Ez a jelzés csupán a megfogalmazás eredetét és a szerzői jogokat jelzi, nem szolgál a cikkben szereplő információk forrásmegjelöléseként.